# اچ‌ام‌اس کی۱۱
اچ‌ام‌اس کی۱۱ (به انگلیسی: HMS K11) یک زیردریایی بود که طول آن ۳۳۹ فوت (۱۰۳ متر) بود. این زیردریایی در سال ۱۹۱۷ ساخته شد.